# Lomamyia occidentalis
Lomamyia occidentalis là một loài côn trùng trong họ Berothidae thuộc bộ Neuroptera. Loài này được Banks in Baker miêu tả năm 1905.